# خط اپی‌فیزی
خط اپی‌فیزی یا خط صفحه رشد استخوانی‌شده صفحه رشد استخوان است که کاملاً از حالت غضروفی به حالت استخوانی تبدیل شده است. فرایند تشکیل آن از صفحه اپی‌فیز، بسته شدن اپی‌فیز نامیده می‌شود. در انسان‌های بالغ، نقطه همجوشی میان سر استخوان (اپی‌فیز) و تنه استخوان (دیافیز) است.

## کارکرد
خط اپی‌فیزی هیچ کارکردی در استخوان ندارد و کاملاً وستیجیال است. با این حال، به عنوان شاخصی برای مرز میان اپی‌فیز و دیافیز عمل می‌کند.